# Cryptotomus roseus
Cryptotomus roseus är en fiskart som beskrevs av Cope, 1871. Cryptotomus roseus ingår i släktet Cryptotomus och familjen Scaridae. IUCN kategoriserar arten globalt som livskraftig. Inga underarter finns listade i Catalogue of Life.